# Неузина
Неузина (мађ. Nezsény) је насељено место у општини Сечањ, у Средњобанатском управном округу, у Србији. Према попису из 2022. било је 1.022 становника.
Овде се налази Српска православна црква у Неузини.

## Историја
Неузина је наводно име добила по локалном турском заповеднику Неузин-бегу. Насељена је око 1637. године. Монаси манастира Пећке патријаршије су банули у Неузину 1660. године и записали више дародаваца: домаћин Михаил, поп Јанићије јеромонах, поп Цветан, старац Степан, а "сељани принесоше 1000 аспри на благослов". Постоји живописна слика која објашњава ту легенду, а коју је наручио мештанин Петар Стајић 1836. године, од познатог сликара Павла Симића. Копија те занимљиве слике између два рата чувала се у Етнографском музеју, у Београду. На њој је приказан призор пред насељавање места Неузине. Стоји на десној страни Неузин-бег који држи чибук у руци, а пред њим лево стоје браћа Вукоман и Добрин са секирама у руци. Вукоману на раменима седи мали син Стаја, који у руци држи малу садницу дуда. Сви стоје поред Тамиша, иза њих су сељаци који се држе за дрво великог дуда. На том дуду у крошњи, је исписан родослов Стајића. Под сликом је опширан текст исписан: Браћа су побегла на другу дан Ускрса 27. марта 1637. године "от поља Бугарја села Пуовка", пренесу преко Дунава сина Стају, и ишчупају код Дунава стабло дуда. Дођу до воде Тамиша и наиђу на Неузин-агу темишварског "присједатеља" (становника) и умоле га да им дозволи да се ту населе и чувају му марву. Ага им дозволи, и њих тројица рукама својим посаде ту донети дуд. Од те фамилије поста село Неузина, а од Стаје породица Стајић. По царском ревизору Ерлеру 1774. године место "Неузин" је насељено искључиво Србима и налази се у Тамишком округу. Село Неузина током своје историје више пута је мењала своје име:
- Године:
- 1116 — Неузина
- 1660 — Неузина
- 1801 — Српска Неузина
- 1850 — Хрватска Неузина
- 1912 — (мађ. Nagynezsény)
- 1922 — Српска Неузина

Историјски гледано, биле су две Неузине, које су се касније спојиле у једну: Српска Неузина и Хрватска Неузина. Српска Неузина је неколико километара јужно од Сутјеске и неколико километара западно од Сечња, док је Хрватска Неузина у самом суседству, који се налази југозападно од Српске Неузина, неколико километара од Ботоша.
Хрватска Неузина добило је име по хрватским досељеницима (племића који је настао из Туропоља), да су тамо населили 1788. године Загребачком епархијом на своје поседе.
Године 1905. Српска Неузина је велика општина у Модошком срезу. Ту живи 2269 становника у 466 домова, а Срби су у већини. Има их 1518 православних душа (или 66%) са 290 кућа. Од српских јавних здања ту су православна црква и народна школа. Све ПТТ услуге могле су се добити у насељу.
По ослобођењу од Турака ушла је Неузина у састав Великобечкеречког диштрикта (срез) и бројала је 1717 становника и 25 кућа, који се 1721. г. повисио на 38 кућа. Неузина је 1764. године православна парохија у Боканском протопрезвитерату. У половини тога века доселили су се нови насељеници, те је 1773. г. било 181 кућа. Аустријски царски ревизор Ерлер је 1774. године констатовао да место "Неусин" припада Тамишком округу, Бечкеречког дистрикта. Становништво је било српско. Године 1776, уводе се матичне књиге. Године 1783, одселили су се многи становници, а на њихова места доселили су се други Срби. Када је 1797. године пописан православни клир Темишварске епархије у Неузини су три православна свештеника. Пароси, поп Антоније Димитријевић (рукоп. 1765), поп Максим Поповић (1780) и поп Живан Живић (1789).

## Српска Неузина
У Неузини се некад налазила протопоповска столица, последњи прота био је наводно поп Захарије Поповић, који је умро при крају 18. века. Парохијско звање у Неузини је основано 1768. године, од када се воде и црквене матичне књиге крштених. Матица умрлих почиње од 1779. године, а венчаних од 1789. године. По подацима из 1846. године у Неузини има 2764 православних житеља, поред пароха Оберкнежевића и Телечког, ту је и капелан Грегорије Оберкнежевић.
Неузина је страдала два пута током мађарске буне 1848-1849. јер је ту био намештен мађарски војни логор. Водиле су се ту борбе између Мађара и Срба, под командом Книћанина, из томашевачког српског војног логора први пут 7. августа 1848. године, а дефинитивно га уништава Србин крволок, а мађарски шовинист генерал Дамјанић, 15. децембра 1848. године. Убијен је по пресуди преког мађарског суда фебруара 1849. године у Сегедину, Адам Бенковић судија (кнез) из Неузине. Народ је страдао и осиромашио, па се или иселио или продао земљу. Велика организована сеоба 1859. године у Кнежевину Србију одвела је 159 породица, од којих се мало њих касније повратило у Банат.
У Неузини је било више спахија католика са земљишним поседом, код којих су неки надзорници били Срби, познати претплатници српске књиге. Тако је код барона Радошевића 1843. године био ишпан Александар Деметровић (то и 1847), а код барона Бедековића - ишпан Јован Субић. Непокретно "добро" Франца племенитог Новаковића, лицитирано је 1860. године.
Православна црква посвећена празнику Летњем Св. Николи је зидана 1807-1811. године. Освећење је лично обавио 1811. године темишварски епископ Стефан Авакумовић. Иконостас у храму је радио 1909. године сликар Лајош Хајдучки из Великог Бечкерека. Иконе са старијег иконостаса осликане су 1770. године, од стране непознатог иконописца. Капела на Водици, посвећена празнику Преображењу грађена је 1932. године. Парохијски дом потиче из 1904. године, као дар бившег мештанина и пароха Паје, потом калуђера - архимандрита Платона Телечког из манастира Беочина.
Године 1843, била су два духовна пастира, Михаил Оберкнежевић и Сава Телечки, на 2490 верних, а један учитељ са 54 ђака. Пред мађарску буну 1847. године, пописано је у Неузини 1802 становника, њихов број ће опасти до 1867. године за 76 особа. Кнез сеоски тада је био Панта Лакичин, Јован Николић касир и црквени обертутор, а Василије Стаић "певац" у цркви. По митрополијском попису 1865. године, у Неузини има 1711 православаца, и ту је једна парохија треће класе.
Године 1847. ту су поменути пароси Оберкнежевић и Телечки. Неузинска црквена општина је 1860-1861. била претплатник "Србског дневника" из Новог Сада. Године 1892-1907. у Српској Неузини је парох Јован Петанек, родом из Варадије. Он је саставио статистику становника за период 1882-1893. годину. Према приложеној табели, види се да је порастао број становника за 71, а назаренска секта се јавила од 1883. године, и има их само двоје. Свршени богослов Сава Стајић из Неузине, упућује се 1904. године за администратора у Српски Елемир. По подацима из 1905. године у месту је српска православна црквена општина, а црквеном скупштином председава Алекса Недељковић. Црквено-општински посед је износио 68 кј. земље. Храм је тада добар споља а у унутра се налазио у лошем стању. Постојала је уређена црквена порта, ограђена као и српско православно гробље, где је најстарији споменик из 1758. године. Православна парохија је треће платежне класе, са парохијском сесијом од 30 кј. земље.
Године 1843. један учитељ, Тома Туцаков у Српској Неузини, поучавао је 54 ђака. Године 1847. надзиратељ школе био је поп Михаил Оберкнежевић, а поп Сава Телечки катихета. Године 1867. парох у Српској Неузини Лука Дожудић, се упорно залагао да се женска школа заведе. Био је предлог да се уступи друга парохијска сесија да би се од њеног прихода устројила та школа. У месту је тада било 287 православних домова и школа је била потребнија од пароха. У месту су дотад била два свештеника, а само четири девојчице су школу похађале. Није ни било пожљељно да мушка и женка деца седе заједно јер су иначе тесне учионице. Године 1905. се каже да је школа у Неузини српска народна, са једним школским здањем из 1893. године. Учитељ је био Јован Давидовић родом из места, а учитељица Драгиња Велић родом из Вршца. Полазило је у основну школу, на редовну наставу - 148 ученика а у пофторну 75 ђака старијег узраста.
Неузински учитељи су били: Цветко Данковић (1824), Тома Туцаков (1846—1848) - умро у Орловату (током Буне, у избеглиштву), Владимир Василијевић (1843—1847), Никола Јанковић (1859), Димитрије Давидовић (1860—1868), Максим Стојковић (1883—1889), Богдан Ђурђев (1894), Сава Николић (1895—1897), Васа Дрндарски (1897—1899), Душан Жикић (1898), Станков Сава (1900), Јован Дамовић (1900), Јован Давидовић (1998—1912),
Из Српске Неузине су познати учитељи у 20. веку у Краљевини Југославији: Анте Шимић (1923), Аница Шимић (1923), Гавра Ачански (-1927, 1931-), Јелена Токин (-1930), Јанош Балов (1931-), Сабађир Лидија (1932), Нешић Светолик (1932-), Нешић Мирослава (1933-), Гвозденовић Видосава (1934-), Киселички Михајло (-1938), Киселички Загорка (-1938), Перић Гојко (-1939), Перић Јованка (-1939), Вујић Славко (-1939), Петровић Георгије (1939-), Петровић Стојанка (1939—1940), Николић Јованка (1939-), Пантић Светислав (1940-), Пантић Аница (1940-),
У Неузини је била знаменита породица Телечки. Сава Телечки је почео као учитељ у Орловату, па се скрасио као свештеник у Неузини. Био је 1847. године парох, катихета народне школе и "асесор" Торонталске жупаније. Његов син поп Павле Паја Телечки (1844—1900) скупљао је и објавио народне песме под називом "Банатске песме" (1863), у неколико издања, П. Т. Банатске Песме приредио Љубиша Вечански Историјски архив Панчево 2008. Павле Телечки је био претплатник књига и часописа. Тако је 1864. године сарадник и претплатник шаљивог новосадског Змајевог листа "Комарац". Павле је рукоположен за свештеника 1867. године, био парох у родном селу, а касније као удовац се замонашује - као монах "Платон" и одлази у фрушкогорски манастир. Паја је био угледан пчелар, и на првој пчеларској скупштини у Српском Итебеју 1883. године, изабран је за председника "Српске пчеларске задруге".
Писањем се бавио пасионирано и други парох Стефан Болманац. Објавио 1876. године о пчеларству књигу: "Кратка теоретично-практична поука о пчеларству". А док је био ђакон у Старом Бечеју 1863. године издао је књигу "Торжество добродетељи деветнаест црквени слова" дело покојног владике Сергија Каћанског. Објавио је у "Беседи", црквеном часопису у Новом Саду, 1869. године расправу "О постанку цркве", у више наставака. Познат је широм Српства по обимном шематизму наше цркве: "Шематизам источно-православне митрополије српске у Аустро-Угарској 1878. године". Поп Стеван се 1880. године нашао на челу око 200 породица Срба исељеника из Баната. Парохијани - највише из Српске Неузине и Боке, прешли су организовано у Кнежевину Србију као колонисти у околини Ниша. Скрасио се поп Стеван у месту Александрову (Мерошини) 1881. године, где ће учествовати у јавном животу и бавити се писањем. Тако је 1894. године објавио у Нишу књигу "Спеви, беседе, поздрави и други књижевни радови". Пише и објављује 1895, 1896. и 1901. године збирке својих песама.
Када је у Неузину дошао 1883. године млади учитељ Макса Стојковић убрзо је у јесен исте године основао Певачко друштво. Он је тим друштвом руководио и био хоровођа свирајући на хармонијуму. Учили су певачи прво Станковићеву, па четворогласну Топаловићеву литургију, коју је купио (књиге) поп Паја Телечки. Приредило је "новоосновано" - 1896. године омладинско ратарско "Српско црквено певачко друштво", "Беседу са игранком".
У Српској Неузини је рођен 1884. године Ђура Мирков један од истакнутих Срба емиграната у САД. Отишао је 1907. године у Америку и за кратко време научио енглески језик да је добио запослење, као благајник у државној банци. Као друштвено активан постао је члан више удружења и прешао за благајника у "Ројал Лит". Уследило је његово именовање за јавног бележника Индијане већ 1910. године. На том положају се истакао у помагању својих земљака, и бранећи српске националне интересе.
Године 1854, имале су обе Неузине (Српска и Хрватска) укупно 2663 становника.
На дан 31. јануара 1921. г. пописано је 2552 становника од којих је било: Срба — 1483; Словака — 2; Румуна — 5; Немаца — 189; Мађара — 456; Осталих — 37 становника.
Годишњи вашар у Српској Неузини одржавао се само једанпут, и то 20. јуна (1926). Године 1937. у Српској Неузини била је циглана. Исте године на великој свечаности крајем фебруара, освећена четничка застава неузинског Месног пододбора, Удружења четника "Петар Мркоњић" (Косте Пећанца). Заставу је преузео из руке кума, среског начелника из Алибунара Јована Обренова, председник четничког пододбора у Неузини, општински бележник Стеван Томић.

## Хрватска Неузина
- Године:
- 1801. Хрватска Неузина
- 1922 –

Историјски гледано, биле су две Неузине а, које се касније спојиле: Српска Неузина и Хрватска Неузина. Хрватска Неузина је "племићко католичко село" у српском окружењу, одвојило се од места Боке (где је дотад припадало) и створило је засебну општину 1850. године, чији је атар био величине 8041 јутро земље (1936). Њих је ту населио хрватски Каптол, али и у околна места, Боку, Кларију, Кечу и Ченеј. Старе привилегије које су имали у завичају, и овде су важиле. Једна од њихових специфичних царских привилегија у Банату, било је право "целокупног" риболова у Тамишу и Бегеју, које су генерацијама користиле четири тамошње племићке породице. Скупштина Торонталске жупаније им је 1822. године признала племство, и уградила их у списак правих мађарских племића. Племство се преносило са оца само на најстаријег сина, па је време утицало да им се број смањује а утицај и углед нестану. Село је 1855. године добило римокатоличку Курију, са филијалама у суседним српским местима Јарковцу и Самошу. Хрватска Неузина је 1867. године поново припојена "сродној" већој општини Боки. Место је 1869. године имало 977 становника, а 1931. године ту је пописано око 450 житеља.
Месни Хрвати су овде доселили из подручја Покупља (Хрватска) након управне реорганизације, која је уследила након ослобађања великих подручја добивених Карловачким миром 1699. године, између Хабсбуршког царства и Турског царства. На ово подручје су дошли јер им нове власти на њиховој изворној земљи нису признавале дотадашње повластице.
Од 1788. до 1801. године изменом добара на ово подручје су дошли Хрвати, јер је припадало Загребачкој бискупији, којој су и до тада припадали. Загребачка бискупија је ово подручје (око властелинства Биледа) добила као накнаду за Нове власти у Покупљу нису признавале племићка права дотадашњим становницима на том предију (предијалцима), чији је дотадашњи власник био загребачки бискуп.
Да би сачували своја права, у договору с бискупом су одлучили се преселити у Банат. Пресељавати их је почео бискуп Томо Гаљуф 1788. године, а бискуп Максимилијан Врховац је наставио и довршио 1801. године. Предијалци су се населили у Хрватску Неузину, Хрватску Боку, Хрватску Кларију (данас спојену са Српском Кларијом у јединствену Кларију, касније преименовану у (Радојево) те у Хрватску Кечу, која је данас у Румунији.
Имања, Предијемо, у топуској опатији, чији су поседи били изузети од стране власти и новом државном управном организацијом додељени Војној крајини.
Дакле коначно пресељење извршено је 1801. године када су се доселили на имања у Кечи, Радојеву (Кларија), Боки и Неузини око 1000 становника У формираним заједницама овог подручја, Хрвати су затекли Србе, Мађаре, Немце, Бугаре. Експлицитно на то указују двојни називи неких насеља попут Српске Бока, Српска Неузина. Поред подељености насеља према ентитету, унутар насеља одмах је дељен и простор те се знало који је српски, који хрватски, а који Њемачки живаљ, односно кафане у којима су се сакупљали у доколици.
Из Хрватске Неузине су познати учитељи: Јосип Монас (-1927), Богдан Крмпотић (1929-), Милош Танасијевић (-1934), Круна Пиварски (1934-), Славко Вујић (1939-), Момчило Стефановић (1940-).
Уз земљу, придошли ситни племићи добили су и кметове из српског, румунских и бугарских заједница.
У Неузину се населило 28 племића — предијалаца са породицама: Радошевићи,
Бедековић, Парчетић Дуро, Црнолатац, Ковачић, Берковићи — укупно 13 породица које
потичу из Шимунова пољане код Беркешевине и носе заједничко племство с породицом
Пуцековић из 1656. године. Потом Илијевић, Микшић, Матановићи, Новаковићи.
С обзиром на то да је објашњено порекло и свест о пореклу, страх од губљења идентитета у новој средини није се испољио код овог ентитета. Разликујући се од домицилног становништва својим статусом и на првом месту условима под којим су пресељени, новопридошло становништво је релативно брзо укључено у нову културолошку средину током времена, иако су изгледали као компактна етничка заједница. Истраживања спроведена од 1985. до 1995. године у насељима Бока, Неузина и Радојево (Кларија) показала су да је становништво које припада хрватској заједници кајкавских Хрвата бројчано умањено. Породице су се углавном осуле. Ипак, код  малобројних представника хрватске заједнице задржана је свежа свест о пореклу и завичају са тачним наводима имена породица које су пресељене. Историјска база о пресељавању мање се помиње. Највероватније је да је студија Анте Меснер Споршића, Колоније хрватских племића у Банату (Меснер-Споршић, 1931) утицала на очување свеже свести о пореклу овог ентитета. У периоду својих истраживања, а то је крај двадесетих година XVIII века, Меснер Споршић констатује „како... данашње генерације... и не зна своју стару домовину, за места из којих су се населили у Банат и уопштено не зна за повјести тога досељења... „Међутим, наводи се како су највише свести о себи сачували Хрвати у Боки уз очување кајкавског језика и обичаја. У томе и јесте суштина јер са појавом губљења свих територијалних карактеристика (стари завичај у географском смислу речи), имагинарни свет појединаца или заједнице не подразумева више одређено подручје или насеље као упориште свом идентитету, већ се остварује у сегментима који су тада били.
На дан 31. јануара 1921. г. пописано је 458 становника, од којих је било: Срба — 67: Хрвата — 181; Словака — 7; Румуна — 16; Немаца — 39; Мађара — 148 становника.

## Демографија
У насељу Неузина живи 1056 пунолетних становника, а просечна старост становништва износи 40,2 година (39,5 код мушкараца и 41,0 код жена). У насељу има 498 домаћинстава, а просечан број чланова по домаћинству је 2,75 (попис 2002).
Становништво у овом насељу веома је нехомогено, а у последња три пописа, примећен је пад у броју становника.
|  |

| Демографија | Демографија | Демографија |
| Година      | Становника  | Становника  |
| ----------- | ----------- | ----------- |
| 1948.       | 2.582       |             |
| 1953.       | 2.593       |             |
| 1961.       | 2.401       |             |
| 1971.       | 1.955       |             |
| 1981.       | 1.657       |             |
| 1991.       | 1.502       | 1.485       |
| 2002.       | 1.371       | 1.390       |
| 2011.       | 1.201       |             |

| Етнички састав према попису из 2002.‍ | Етнички састав према попису из 2002.‍ | Етнички састав према попису из 2002.‍ | Етнички састав према попису из 2002.‍ | Етнички састав према попису из 2002.‍ |
| ------------------------------------ | ------------------------------------ | ------------------------------------ | ------------------------------------ | ------------------------------------ |
|                                      |                                      |                                      |                                      |                                      |
| Срби                                 | Срби                                 |                                      | 680                                  | 49,59%                               |
| Мађари                               | Мађари                               |                                      | 488                                  | 35,59%                               |
| Роми                                 | Роми                                 |                                      | 95                                   | 6,92%                                |
| Хрвати                               | Хрвати                               |                                      | 13                                   | 0,94%                                |
| Македонци                            | Македонци                            |                                      | 12                                   | 0,87%                                |
| Југословени                          | Југословени                          |                                      | 7                                    | 0,51%                                |
| Словаци                              | Словаци                              |                                      | 5                                    | 0,36%                                |
| Румуни                               | Румуни                               |                                      | 2                                    | 0,14%                                |
| Албанци                              | Албанци                              |                                      | 2                                    | 0,14%                                |
| Бугари                               | Бугари                               |                                      | 1                                    | 0,07%                                |
| непознато                            | непознато                            |                                      | 16                                   | 1,16%                                |

| \| \| м \| \| \| ж \| \| ? \| 1 \| \| \| 1 \| \| 80+ \| 23 \| \| \| 23 \| \| 75—79 \| 22 \| \| \| 26 \| \| 70—74 \| 38 \| \| \| 51 \| \| 65—69 \| 39 \| \| \| 45 \| \| 60—64 \| 35 \| \| \| 40 \| \| 55—59 \| 25 \| \| \| 29 \| \| 50—54 \| 53 \| \| \| 40 \| \| 45—49 \| 56 \| \| \| 30 \| \| 40—44 \| 49 \| \| \| 47 \| \| 35—39 \| 57 \| \| \| 56 \| \| 30—34 \| 54 \| \| \| 37 \| \| 25—29 \| 37 \| \| \| 21 \| \| 20—24 \| 48 \| \| \| 41 \| \| 15—19 \| 59 \| \| \| 45 \| \| 10—14 \| 46 \| \| \| 55 \| \| 5—9 \| 41 \| \| \| 34 \| \| 0—4 \| 30 \| \| \| 37 \| \| Просек : \| 39,5 \| \| \| 41,0 \| |      |  |  |      |
| |      |  |  |      |
| | м    |  |  | ж    |
| ? | 1    |  |  | 1    |
| 80+ | 23   |  |  | 23   |
| 75—79 | 22   |  |  | 26   |
| 70—74 | 38   |  |  | 51   |
| 65—69 | 39   |  |  | 45   |
| 60—64 | 35   |  |  | 40   |
| 55—59 | 25   |  |  | 29   |
| 50—54 | 53   |  |  | 40   |
| 45—49 | 56   |  |  | 30   |
| 40—44 | 49   |  |  | 47   |
| 35—39 | 57   |  |  | 56   |
| 30—34 | 54   |  |  | 37   |
| 25—29 | 37   |  |  | 21   |
| 20—24 | 48   |  |  | 41   |
| 15—19 | 59   |  |  | 45   |
| 10—14 | 46   |  |  | 55   |
| 5—9 | 41   |  |  | 34   |
| 0—4 | 30   |  |  | 37   |
| Просек : | 39,5 |  |  | 41,0 |

| Година пописа     | 1948. | 1953. | 1961. | 1971. | 1981. | 1991. | 2002. |
| ----------------- | ----- | ----- | ----- | ----- | ----- | ----- | ----- |
| Број домаћинстава | 664   | 719   | 657   | 585   | 582   | 548   | 498   |

| Број чланова      | 1   | 2   | 3  | 4  | 5  | 6  | 7 | 8 | 9 | 10 и више | Просек |
| ----------------- | --- | --- | -- | -- | -- | -- | - | - | - | --------- | ------ |
| Број домаћинстава | 133 | 129 | 77 | 98 | 35 | 12 | 7 | 4 | 1 | 2         | 2,75   |

| Пол    | Укупно | Неожењен/Неудата | Ожењен/Удата | Удовац/Удовица | Разведен/Разведена | Непознато |
| ------ | ------ | ---------------- | ------------ | -------------- | ------------------ | --------- |
| Мушки  | 596    | 230              | 304          | 40             | 20                 | 2         |
| Женски | 532    | 104              | 302          | 118            | 7                  | 1         |
| УКУПНО | 1.128  | 334              | 606          | 158            | 27                 | 3         |

| Пол    | Укупно                    | Пољопривреда, лов и шумарство | Рибарство                            | Вађење руде и камена | Прерађивачка индустрија       |
| ------ | ------------------------- | ----------------------------- | ------------------------------------ | -------------------- | ----------------------------- |
| Мушки  | 366                       | 222                           | 27                                   | 0                    | 37                            |
| Женски | 196                       | 137                           | 0                                    | 0                    | 11                            |
| Укупно | 562                       | 359                           | 27                                   | 0                    | 48                            |
|        |                           |                               |                                      |                      |                               |
| Пол    | Производња и снабдевање   | Грађевинарство                | Трговина                             | Хотели и ресторани   | Саобраћај, складиштење и везе |
| Мушки  | 3                         | 24                            | 26                                   | 3                    | 10                            |
| Женски | 1                         | 2                             | 16                                   | 2                    | 1                             |
| Укупно | 4                         | 26                            | 42                                   | 5                    | 11                            |
|        |                           |                               |                                      |                      |                               |
| Пол    | Финансијско посредовање   | Некретнине                    | Државна управа и одбрана             | Образовање           | Здравствени и социјални рад   |
| Мушки  | 0                         | 1                             | 5                                    | 1                    | 2                             |
| Женски | 0                         | 0                             | 5                                    | 5                    | 13                            |
| Укупно | 0                         | 1                             | 10                                   | 6                    | 15                            |
|        |                           |                               |                                      |                      |                               |
| Пол    | Остале услужне активности | Приватна домаћинства          | Екстериторијалне организације и тела | Непознато            | Непознато                     |
| Мушки  | 3                         | 0                             | 0                                    | 2                    | 2                             |
| Женски | 2                         | 0                             | 0                                    | 1                    | 1                             |
| Укупно | 5                         | 0                             | 0                                    | 3                    | 3                             |